# 이스터 에그
이스터 에그(Easter Egg. fed kim)는 영화, 책, CD, DVD, 소프트웨어, 비디오 게임 등에 숨겨진 메시지나 기능을 뜻한다. 또한 이스터 에그라는 이름은 서양권에서 부활절에 부활절 달걀을 미리 집안이나 정원에 숨겨두고 아이들에게 부활절 토끼가 숨겨놓은 달걀을 찾도록 하는 부활절 달걀 찾기 풍습에서 유래했다. 그리고 최초의 이스터 에그는 1978년에 발매된 아타리 2600용 비디오 게임 Adventure에서 유래한 것으로 알려져 있는데, 그 내용은 특정 픽셀 단위로 지나가면 이스터 에그를 넣은 프로그래머의 이름이 나온다.

## 예시
- 윈도우 3.1~98: '움직이는 텍스트' 화면 보호기에 텍스트로 volcano를 입력하면 volcano 대신 화산 이름이 나온다. 이와 같이 윈도우에는 이스터 에그가 많았지만 윈도우 XP부터는 보안상의 문제로 사라지기 시작하였다.
- 퀘이크 3: 우주에서 치트키로 중력을 없애서 맵 아래로 내려가 보면 사람 그림이 그려져있다.(정상적이라면 바로 낙사하기 때문에 볼 수 없다.)
- about:mozilla: 넷스케이프 / 파이어폭스 등 모질라 계열의 웹브라우저에 about:mozilla를 입력하면, '모질라서'라는 가공의 책의 한 구절을 보여준다. about:mozilla를 인터넷 익스플로러에 입력하면 res://mshtml.dll/about.moz를 불러오는데 아무것도 없는 파란 화면을 보여준다. (윈도우 XP SP2부터는 익스플로러에서 about:mozilla는 작동하지 않지만 직접 주소를 입력해서 파란 화면을 구경할 수 있다.) 그리고 이 '모질라서'를 모두 모아놓은 웹페이지가 있으며 소스 코드를 펼치면 코멘트로 해석이 되어있다. 해석 결과는 모질라의 극렬한 익스플로러
- 곰플레이어의 프로그램 정보에서 곰 발바닥을 더블 클릭하면 '特訓'이라는 이름으로 유명한 총탄 피하기 게임(여기에서는 '닷지'라고 나온다)을 할 수 있다.
- 던전 앤 파이터가 설치된 폴더에서 'Zo3Mo4(조삼모사)'라는 폴더를 만들면 게임이 창모드로 실행되었었다. 현재는 게임 내에 창모드 옵션이 구현됨에 따라 이 기능은 삭제되었다.
- 알툴바의 마우스 액션 기능을 이용하여 모니터 화면 가득 칠하면 펜의 색깔이 바뀌거나 ' 도전과 창조 ', ' 당신을 사랑합니다 '라는 글과 기획, 개발, 디자인, 도와주신 분들 이름이 있는 팝업창이 실행된다. 칠하는 도중 '그림그리기가 아닙니다' 등의 메시지가 뜨기도 한다.
- 어도비 포토샵에서 Ctrl키를 누르면서 Help 메뉴에 있는 About Photoshop(포토샵 정보)를 클릭하면 개발 코드 네임과 다른 그림을 볼 수 있다.
- 위키백과를 ZEM으로 접속하고 문단 위에 있는 메뉴를 복사+붙여넣기처럼 그으면 글씨가 튀어나온다
- 블리자드사에서 만든 게임들 중에서 디아블로 II의 카우 레벨
- 구글 - 구글 이스터에그 정리영상은 https://www.youtube.com/watch?v=0TKaLR7lPiw에 들어가면 쉬운 정리영상을 볼 수 있다.
  - HTML5를 지원하는 웹 브라우저로 구글 검색에 'do a barrel roll'을 입력하면 인터넷 창이 한 바퀴 돈다.
  - 'tilt'나 'askew'를 입력하면 askew, 즉 비스듬한 검색결과가 나온다.
  - 'zerg rush'를 입력하면 동그란 모양의 저글링이 나타나 검색 결과를 공격하는 미니게임이 나오는데 이는 구글에서 블리자드 엔터테이먼트의 14주년을 기념하기 위해서 나온 것이라고 한다.
  - 2014년 5월 20일에는 구글 홈페이지에 있는 루빅 큐브를 누르면 루빅 큐브를 할 수 있었다.
  - 안드로이드 홈페이지(http://www.android.com) 좌측하단에 안드로보이를 클릭하면 안드로보이가 여러 가지 제스처(문워크, 저글링, 손흔들기 등)를 랜덤으로 취한다.
  - 안드로이드 2.3 진저브레드에서 설정에서 안드로이드 버전 정보를 계속 누르면 진저브레드와 좀비가 그려진 숨겨진 그림이 나온다. 4.0에서는 아이스크림 샌드위치판 안드로 보이가 나오면서 'Android 4.0 Ice-Cream Sandwich'라는 글귀가 나오는데 이것을 꾹 누르면 진동과 함께 안드로 보이가 커지면서 결국에는 8비트의 안드로 보이 여러 마리가 화면을 날아다니는 것을 볼 수 있다. 젤리빈에서는 뿔 달린 젤리콩 마크가 나오는데 이것을 꾹 누르면 젤리빈이 날아다니고 그것을 터치 패널로 끌어당길 수 있다. 4.4 킷캣에서는 안드로이드 버전별 역사가 나온다. 5.0 롤리팝과 6.0 마쉬멜로우는 Flappy Bird와 유사한 게임이 들어있다. 차이점은 5.0 게임이 많이 어렵고 6.0 게임이 최대 6명이 멀티플레이를 할 수 있다는 점과 카운트다운이 있고, 약간의 이미지 변화가 있다.
  - 'wizard of oz'라고 입력하고 맨 위에 있는 검색 결과에 있는 빨간색 하이힐을 클릭하면 화면이 돌며 흑백으로 바뀌고 하이힐이 있던 자리에는 회오리 바람으로 바뀌어 있는데 그걸 누르면 회오리바람에서 집이 튀어 나오고 화면이 돌며 다시 컬러로 바뀐다.
- 알집에서 도움말 → 알집은 → 알집은 에 들어가서 내용을 계속 보면 개발자의 한탄이 나온다.
- 임진록 2+ 조선의 반격에서 매년 충무공탄생일이 되면 메인메뉴의 배경화면이 바뀐다.
- 마인크래프트에서 언어 중에 존재하지 않는 언어(pirate speak) 외 엘프어 같은 이상한 언어들이 존재한다(룬 문자).
- 알집을 깔았을 때 나오는 새 폴더를 몇백 개 만들다 보면 이상한 폴더 이름이 나온다.(예: 틈새, 자자 실험은 그만~~ 그만해*1 그만해*2, 제발 그만좀 만들어 등)
- 삼국지 영걸전에서 유비의 초상화를 누르다 보면 금단의 서라는 치트가 나온다.
- 스타크래프트 오리지널에서 싱글 플레이 테란의 연습 캠페인에 들어가서 브리핑을 보고 2분 50초 정도 기다리면 중국식 레몬 치킨이라는 이름과 그 요리의 재료들이 나온다.
- 포탈 2에서 글라도스가 있는 곳에서 위층으로 올라가면 쇄빙선의 이름과 쇄빙선을 만들었던 곳이 나온다.
- 구글에 What's wrong with Google을 운 좋은 검색을 하면 뒤집어 진다 (광고 제외)
- 유튜브에 동영상을 재생하고 있는 상태에서 키보드로 awesome을 입력하면 동영상 재생 막대가 반짝반짝 거린다.
- 카카오톡에 전화번호로 친구추가 하는 곳에 자신의 전화번호를 치면 이스터에그가 나온다.
- 로블록스의 SCR( https://web.roblox.com/games/696347899/V1-8-Stepford-County-Railway )에서는 기차의 위에 올라 타면 콘베이어처럼 되는 이스터에그가 나온다.
- 구글에 (영어)슈퍼마리오 브라더스를 치면 오른쪽 보면 마리오에 나오는 블럭이있는데 클릭하면 동전소리가 들리고 계속 클릭하면 또다른소리가 들린다.

## 같이 보기
- 마이크로소프트 제품의 이스터 에그 목록